# Lagoa do Peri
A Lagoa do Peri é um corpo de água doce situada ao sudeste de Florianópolis, capital de Santa Catarina, entre uma cadeia de montanhas e o oceano Atlântico.
É a maior lagoa da ilha de Santa Catarina - considerando que a Lagoa da Conceição, o maior corpo de água da ilha, é uma laguna salobra. Tem cerca de 3 m do nível do mar, Suas águas são utilizadas para o abastecimento de algumas regiões de Florianópolis situadas na ilha de Santa Catarina, por exemplo o Campeche.
Sua área é de cerca de 5,2 km², a profundidade máxima é de 11 m. Possui várias praias de areia branca, utilizadas pelos veranistas para banhos.

## Nome
O nome da Lagoa do Peri vem de uma planta, um junco cujo nome científico é Fuirena robusta Kunth. A palavra em tupi para junco é pi'ri, de onde surge os termos populares peri, piri ou piri-piri. Essa planta é vista em abundância nas margens da lagoa.
Há uma lenda local onde Peri seria um indígena, convertido em lagoa por bruxas após estas terem descoberto o amor dele por uma outra bruxa chamada Conceição - que, ao chorar sem parar por perder o amado, teria criado a Lagoa da Conceição, o que também explicaria as águas salgadas dela. Apesar do caráter folclórico, a lenda, cuja maior propagação para além da oralidade é atribuída as pesquisas da cultura local por Franklin Cascaes, é difundida a ponto da origem verdadeira ser menos conhecida.

## Localização Geográfica
A distância do centro da cidade até a lagoa do Peri é de cerca de 24 km para o sul. Ao norte da Lagoa do Peri encontra-se a localidade de Morro das Pedras. Ao leste, após uma faixa de areia arborizada (restinga) que varia de 500 m a 800 m, encontra-se o oceano Atlântico. Ao sudeste, a Armação do Pântano do Sul. Ao sul, morros que a separam do Pântano do Sul e ao oeste mais montanhas, com altitude média de 300 m, cujas encostas são cobertas em parte por remanescentes da Mata Atlântica que constituem o sertão do Peri, onde se encontra o ponto culminante da ilha: o Morro do Ribeirão. Após estas montanhas encontra-se a freguesia do Ribeirão da Ilha, uma das localidades mais antigas de Florianópolis.
Ao sudoeste existe um vale, o Peri de Baixo, onde se encontra o principal manancial da lagoa, com uma cachoeira e um poço. Na vargem, alguns remanescentes dos sítios, alguns com antigos engenhos de farinha. Deste vale parte uma trilha que o liga ao "Peri de Cima" e de lá à Costa de Cima (ao sul) e ao Ribeirão da Ilha (ao oeste).
Além deste manancial, a Lagoa do Peri é abastecida por outros pequenos córregos que descem  das encostas que dividem o sul da Ilha de Santa Catarina em três pequenas bacias: a do Pântano do Sul a do Ribeirão da Ilha e a da própria Lagoa do Peri.
O sangradouro da Lagoa do Peri atravessa o balneário da Armação do Pântano do Sul e desagua no mar (Oceano Atlântico), entre as praias da Armação e a Matadeiro.

## Patrimônio Natural

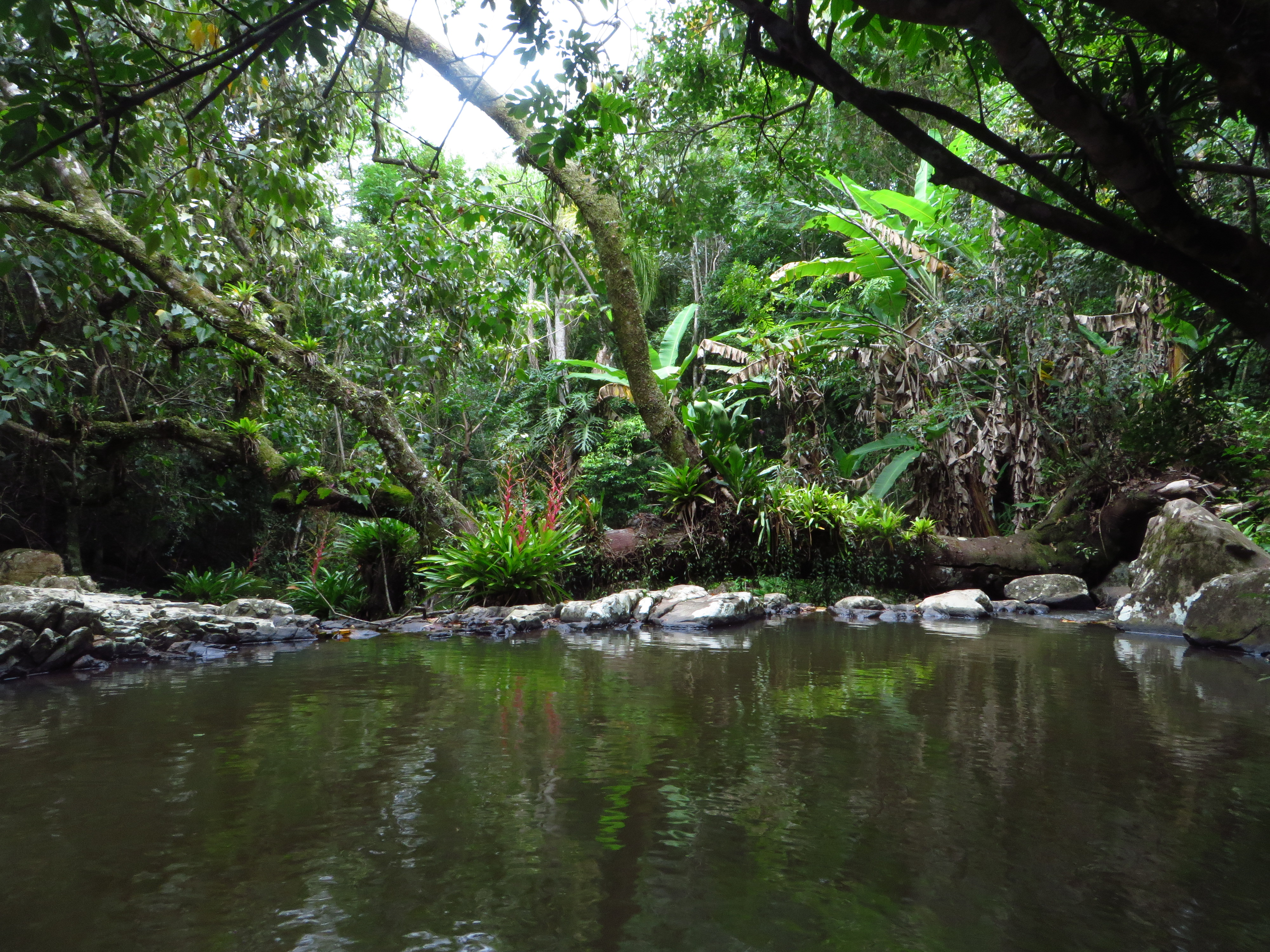
O Ribeirão do Peri na altura da Cachoeira do Peri

A Lagoa do Peri foi tombada como Patrimônio Natural em junho de 1976, tendo sido  criado e regulamentado o Parque Municipal da Lagoa do Peri, com cerca de 23 km², no período de 1981 a 1982, os quais foram revogados em 2019 quando da criação do MONA da Lagoa do Peri. Está preservada como Patrimônio Natural pelo Decreto Municipal nº 1828.
Os limites da reserva, a área tombada, são os seguintes:
Começa no ponto mais alto do Morro das Pedras, daí pelos pontos mais altos deste morro até o entroncamento da SC-92 com o caminho para a Lagoa do Peri, segue pelo divisor de águas até o ponto mais alto do Morro da Chapada, continuando por este divisor rumo ao sul, até o Morro da Tapera, seguindo pelo mesmo divisor rumo sudeste e depois rumo noroeste até o ponto mais alto do Morro da Boa Vista. Deste segue até o Morro do Peri e daí pelo divisor das águas rumo nordeste até a base, por onde segue rumo leste até a linha de águas das praias da Armação. Daí segue rumo norte pela linha de água até o Costão do Morro das Pedras, continuando pela linha de água deste costão até o encontro deste com a linha de água da praia do Campeche, deste ponto em linha seca até o ponto mais alto do Morro das Pedras.
Em 1997 foi iniciada a construção da sede do parque com bar, lanchonete, estacionamento para centenas de carros, churrasqueiras, parque infantil com escorregadores, gangorras, balanços e outros brinquedos infantis. O Parque é administrado pela Fundação Municipal do Meio Ambiente que mantém os salva-vidas, a limpeza, a conservação e a vigilância.
Além desta área de lazer no entorno da Lagoa do Peri existem também áreas de Reserva Biológica e de Preservação da Paisagem Cultural. No entorno da Lagoa do Peri existem várias trilhas em meio à mata, com diversos níveis de dificuldade, para caminhadas ecológicas.